# Odontochelys semitestacea
Odontochelys semitestacea (напівпанцирна зубаста черепаха) — єдиний вид викопних черепах єдиного роду Odontochelys родини Odontochelyidae підряду Proganochelidae. Мешкала 220 млн років тому. Вперше скам'янілості були знайдені у південнокитайській провінції Гуйчжоу (Китай).

## Опис

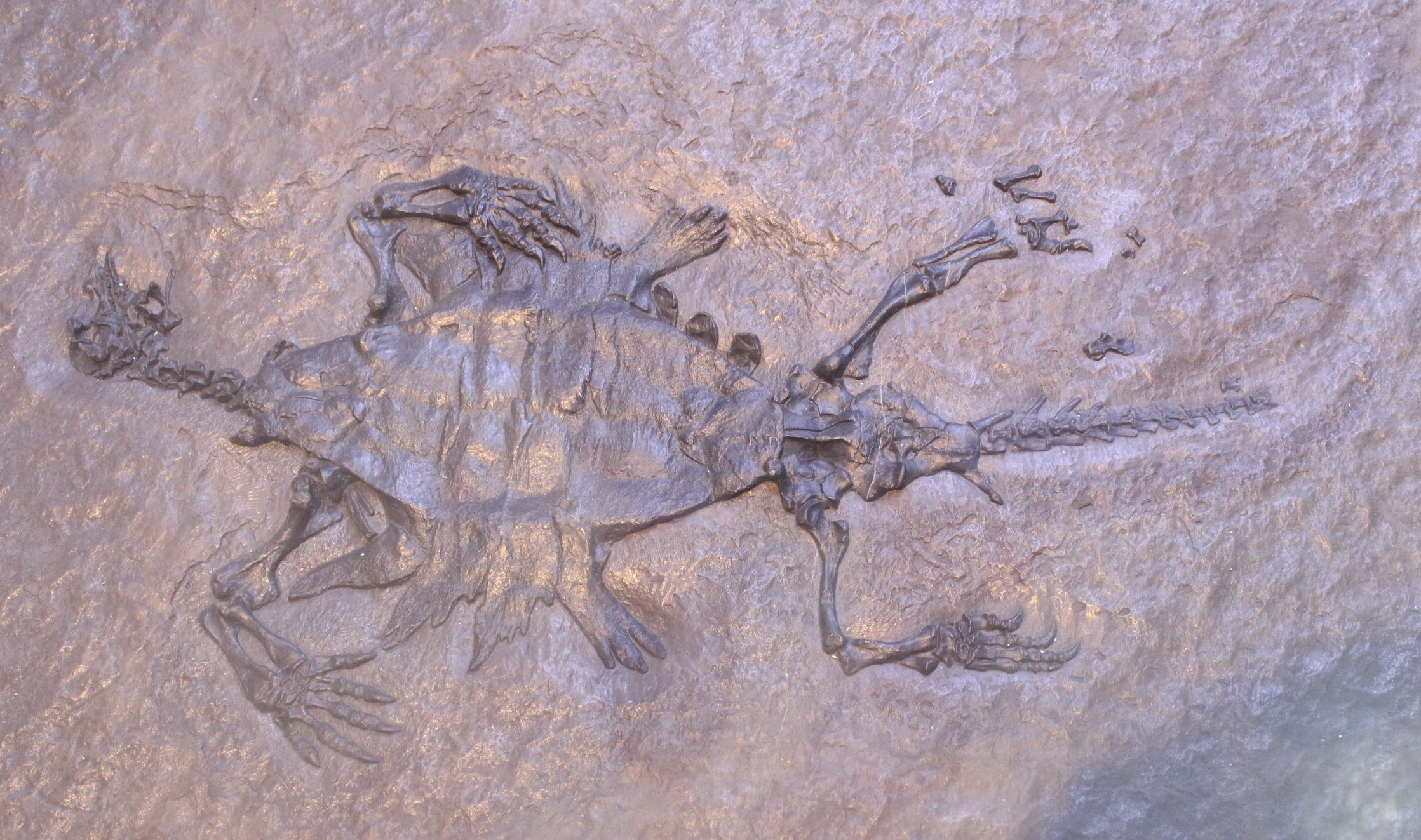
Зліпок паратипу (IVPP V 13240), Палеозоологічний музей Китаю

Загальна довжина панцира цієї черепахи коливалася від 20 до 40 см. Ця черепаха є перехідною еволюційною ланкою між черепахами з повноцінним панциром і їх безпанцирними предками. Odontochelys semitestacea мала лише пластрон, була позбавлена карапаксу. Голова помірного розміру, товста. Також особливістю є те, що мала зуби на обох щелепах.

## Спосіб життя
Значну частину життя у морі. Для цього мала відповідно оснащені кінцівки. Аналіз структури нутрощів цього плазуна показав, що він був хижаком й живився м'ясом.